# Katar (gebogene Klinge)
Der Katar (gebogene Klinge), (auch curved Katar (englisch), jam khāk (arabisch)) ist ein Dolch aus Indien. Das Alleinstellungsmerkmal dieses Typs aus der Reihe von Varianten zum Katar ist die gebogene Klinge, die es bei keinem der anderen Typen gibt. Wie bei Blankwaffen üblich, wird grundsätzlich zwischen Typen mit gerader Klinge wie beim Degen und Typen mit gebogener Klinge wie beim Säbel unterschieden.

## Beschreibung
Der Katar (gebogene Klinge) hat eine zweischneidige, gebogene Klinge. Die Klinge wird vom Heft zum Ort schmaler und hat einen starken Mittelgrat. Im Ortbereich ist sie leicht gebogen. Das Heft ist in der für den Katar üblichen Form gestaltet. Die gebogene Klinge ist eine seltene Version des Katars. Die Klingenform findet sich unter anderem bei Jambia (auch Jambiya, arabisch جمبية Dschambiya, DMG ǧambiya oder Dschanbiya / جنبية / ǧanbiya) wieder Er wurde ursprünglich von Kriegerkasten in Indien benutzt.

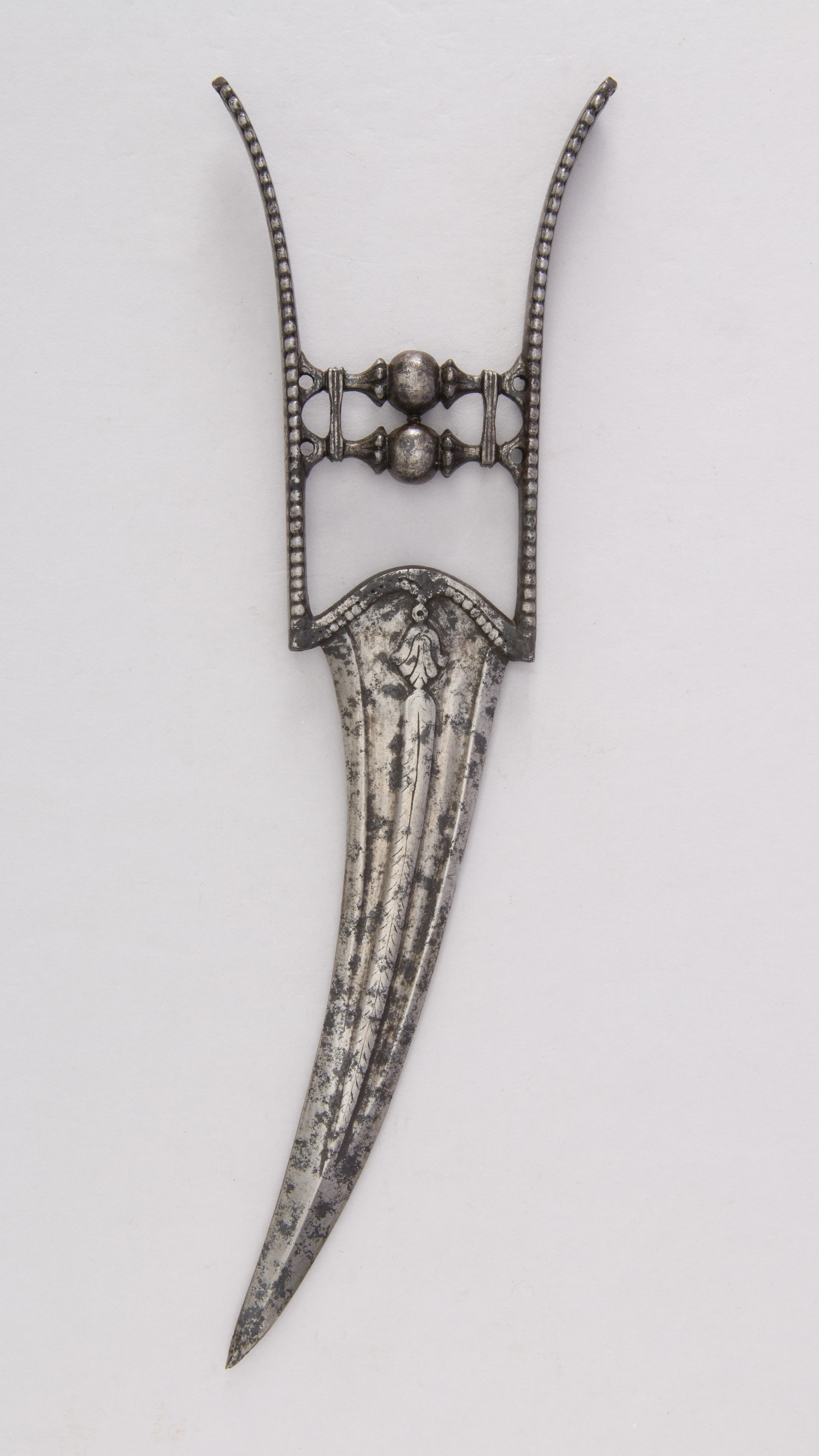
Katar (gebogene Klinge) Metropolitan Museum of Art Inventar Nr. 36.25.933
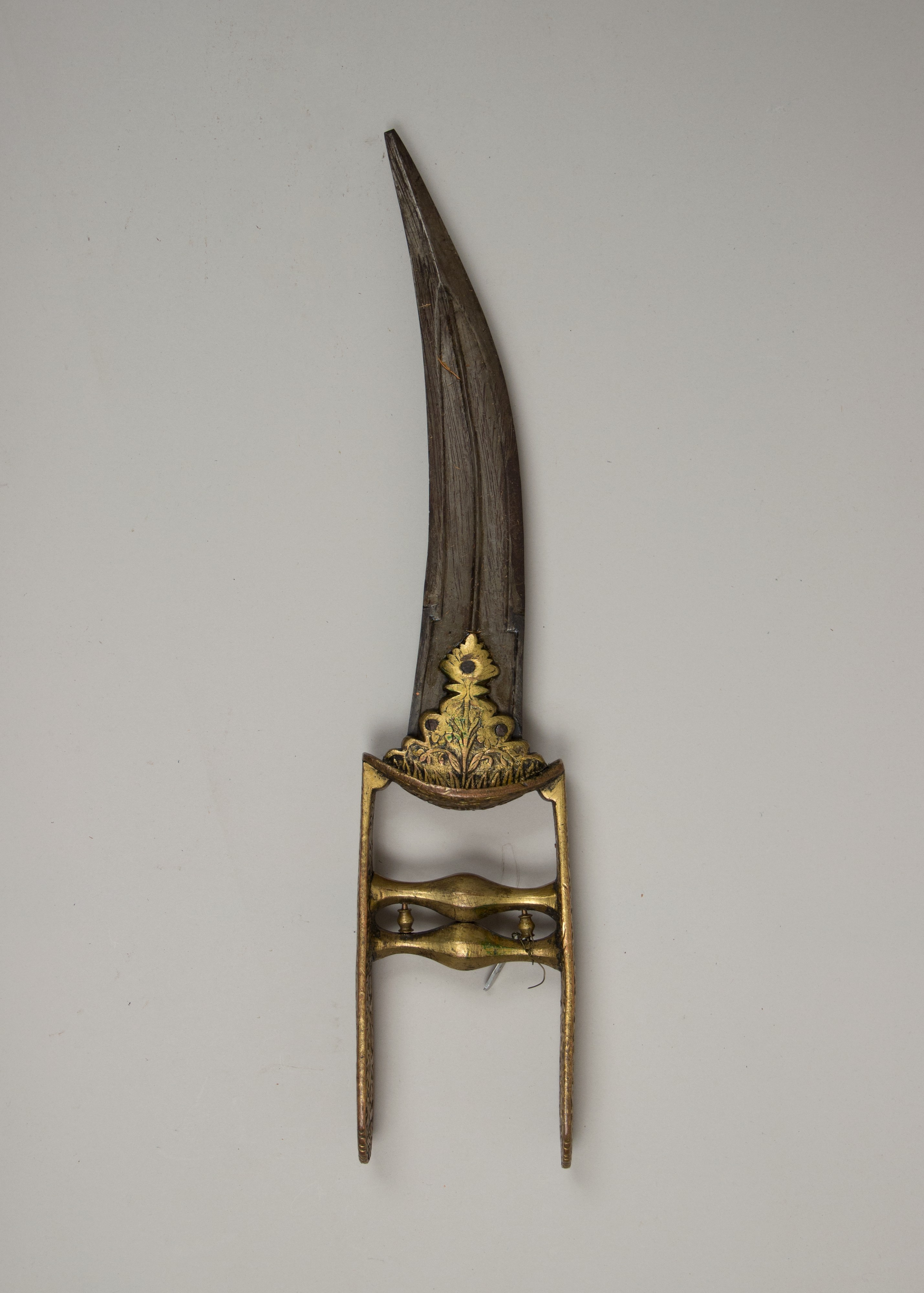
Katar (gebogene Klinge) Metropolitan Museum of Art Inventar Nr. 36.25.932
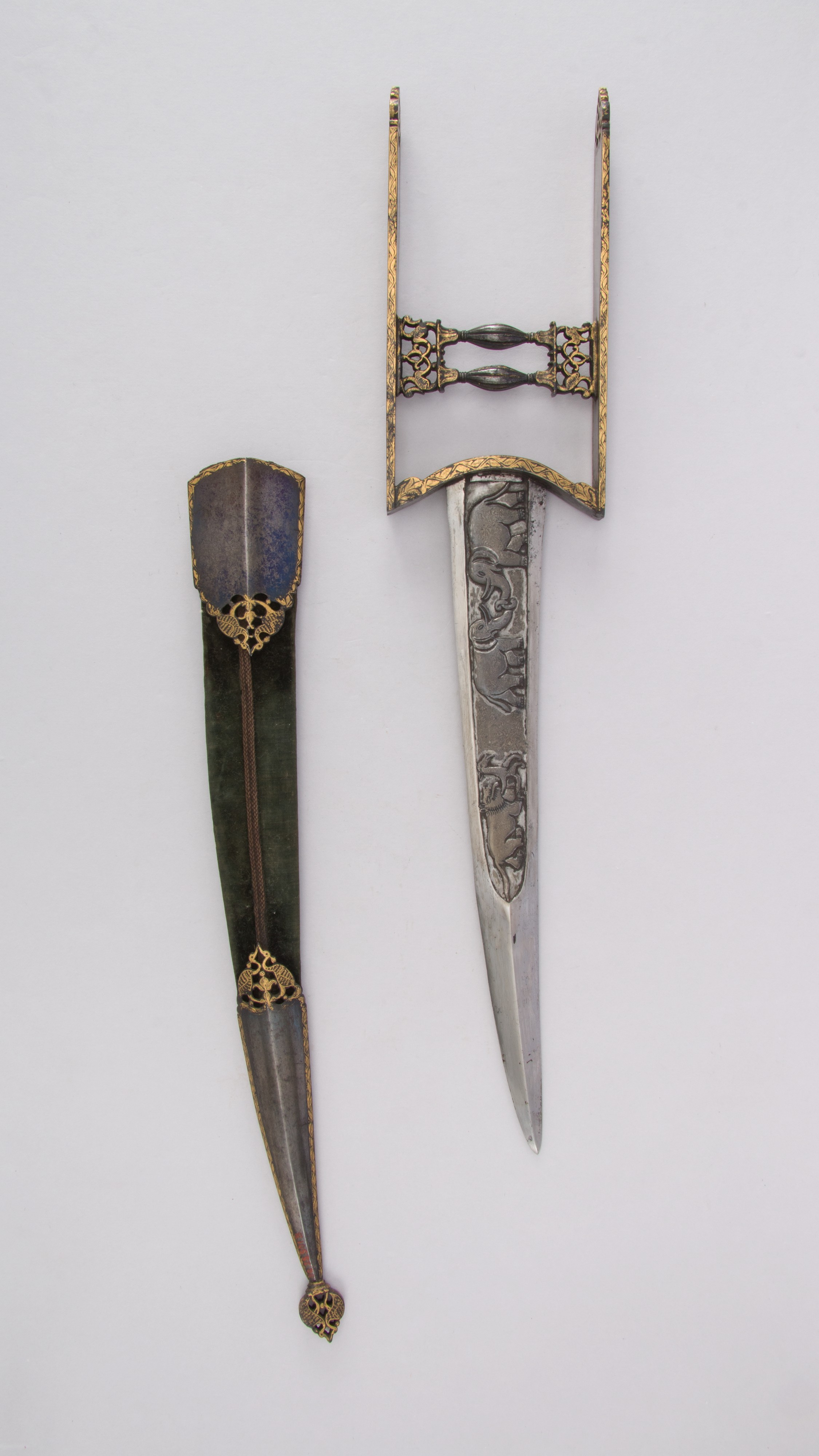
Katar (gebogene Klinge) Metropolitan Museum of Art Inventar Nr. 36.25.901
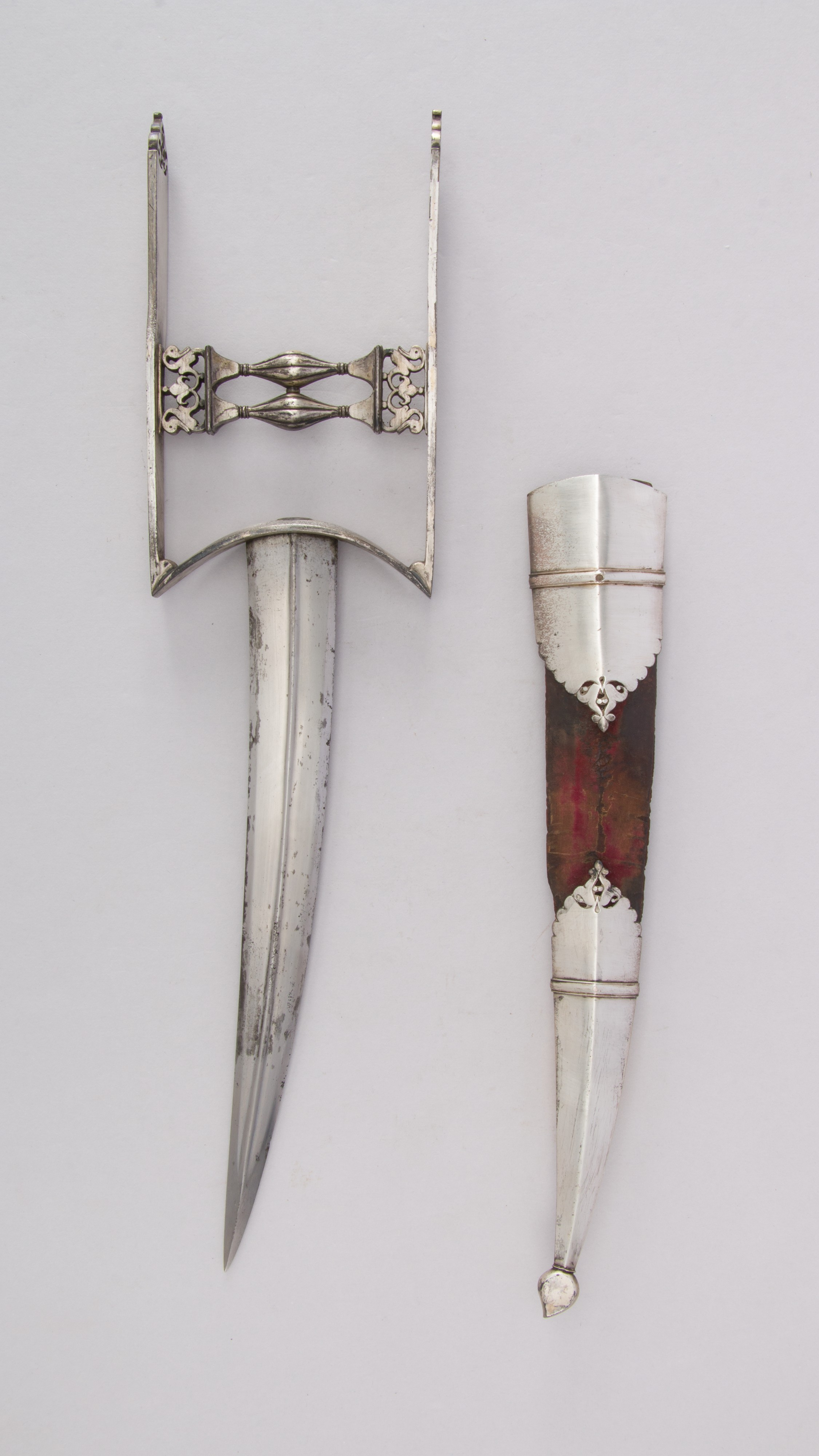
Katar (gebogene Klinge) Metropolitan Museum of ArtInventar Nr. 36.25.902

## Varianten und Benennungen
Der Katar (gebogene Klinge) wird in Literatur, in Objektbeschreibungen von Museen und im Handel stets als Sonderform behandelt. Üblich sind beschreibende Bezeichnungen wie curved Katar, oder Dagger (katar) with curved blade, teils in Kombination mit der Benennung der Grundform als Jamadhar. Weitere zuordenbare Bezeichnungen sind bekannt als jam khāk, oder als jamadhar - broad dagger. Tamilische Worte wie kaṭṭāri (கட்டாரி) oder kuttuvāḷ (குத்துவாள்) bedeuten in etwa Stoßklinge und werden als Ursprung des Namens Kattar angenommen. Die Benennungen gehen teilweise auf sanskritbasierte Namen zurück, die bei der Erfassung von Museumsbeständen in jeweilige Landessprachen übersetzt wurden. Im englischsprachigen Raum sind beschreibende Benennungen üblich, auf deren Basis in andere Landessprachen übersetzt wurde.
Andere Katartypen haben teils ungewöhnliche Klingenforman und sind manchmal auch als Kombinationswaffen ausgelegt. Neben der einfachen Grundform des Katars wurden etliche Varianten entwickelt. Eine Übersicht bekannter Varianten findet sich in der Liste von Typen des Katar.

## Rezeption
Der Katar mit gebogener Klinge wird relativ selten in Museen und im Handel angetroffen. Er wird als eigenständiger Typus kaum wahrgenommen, obwohl er nach Systematiken der Blankwaffenkunde Alleinstellungsmerkmale hat. In der Fachliteratur, in Museen und im Fachhandel werden sie separat behandelt und gelegentlich als seltene Varianten bezeichnet. Exemplare dieser Typen werden  im Museum der Royal Armouries, im Metropolitan Museum of Art und in weiteren Museen ausgestellt.